# Пунта-де-Вакас

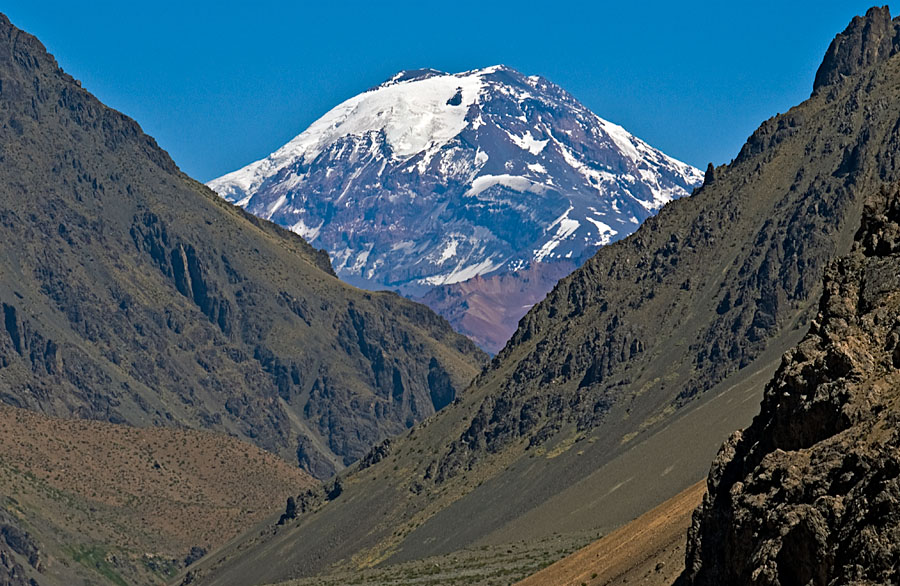
Гора Тупунгато из Пунта-де-Вакаса

Пунта-де-Вакас (исп. Punta de Vacas — Коровий Зубец) — посёлок в аргентинской провинции Мендоса. Расположен на высоте 2395 м над уровнем моря, возле национальной дороги No.7, что является аргентинским участком Панамериканского шоссе. К западу от Пунта-де-Вакаса и выше оного находится Мост Инков, к востоку — посёлок Занхон-Амарильо и далее, в 140 км, столица провинции город Мендоса. Прежде — до её закрытия в 1984 г. — через посёлок проходила Трансандинская железная дорога. Население Пунта-де-Вакаса невелико: 47 человек по состоянию на 2001 г., — и продолжает снижаться. Часть жителей занято на обслуживании пункта таможенного контроля, перенесённого сюда из пограничного с Чили посёлка Лас-Куэвас.
Пунта-де-Вакас находится на территории Национального Парка Аконкагуа. Отсюда хорошо видны две самые высокие горы Южной Америки: Аконкагуа и Тупунгато. Ещё один парк — «Парк учёбы и рефлексии Пунта-де-Вакаса» (Parques de Estudio y Reflexion Punta de Vacas) — расположен непосредственно в черте посёлка. Открыт в мае 2007 г. приверженцами «Общества послания Сило» на месте, где основатель Общества, Марио Кобос по прозвищу «Сило», произнёс в 1969 г. своё первое публичное послание. Парк представляет собою комплекс сооружений, где могут собираться 10 тыс. человек.